# Coubisou
Coubisou – miejscowość i gmina we Francji, w regionie Oksytania, w departamencie Aveyron. W 2013 roku jej populacja wynosiła 517 mieszkańców.  Przez teren gminy przepływa rzeka Lot. 

## Zabytki
Zabytki w miejscowości posiadające status monument historique:
- zamek w osadzie Cabrespines (fr. Château de Cabrespines)
- kościół (fr. Église Saint-Védard)